# Quedius cruentus
Quedius cruentus es una especie de escarabajo del género Quedius, familia Staphylinidae. Fue descrita científicamente por A.G.Olivier en 1795.
Especie nativa de la región paleártica. Habita en Suecia, Reino Unido, Francia, Alemania, Noruega, Canadá (Quebec), Países Bajos, Luxemburgo, Bélgica, Austria, Estonia, Francia, Italia, Dinamarca, Polonia, Grecia, Rusia, Eslovaquia, Suiza, Hungría, Eslovenia y los Estados Unidos (desde Maine y Míchigan hasta Pensilvania y Ohio).